# قرمزی‌گل
قرمزی‌گل یا قرمزگل یا قیرمیزی گول یکی از روستاهای استان آذربایجان شرقی است که در دهستان ینگجه بخش حومه در شهرستان آذرشهر واقع شده‌است.
حمام قرمزگل جزو آثار باستانی دوره قاجار می‌باشد که به ثبت آثار ملی ایران رسیده است.این روستا ۲۶۹ نفر جمعیت دارد.